# Schwalm-Nette-Platte mit Grenzwald und Meinweg
Das Gebiet Schwalm-Nette-Platte mit Grenzwald und Meinweg ist ein mit Verordnung von 1983 der Regierungspräsidien Düsseldorf und Köln ausgewiesenes Europäisches Vogelschutzgebiet (Schutzgebietkennung DE-4603-401) im Westen des deutschen Landes Nordrhein-Westfalen.
Die Vogelschutzrichtlinie der Europäischen Union dient der Erhaltung der wildlebenden, im Gebiet ihrer Mitgliedsstaaten heimischen Vogelarten und der Regelung des Schutzes, der Bewirtschaftung und der Regulierung dieser Vögel, ihrer Eier und Lebensräume.

## Lage
Die fünf Teilgebiete des insgesamt rund 77 Quadratkilometer großen Vogelschutzgebiets „Schwalm-Nette-Platte mit Grenzwald und Meinweg“ liegen in Mönchengladbach sowie den Kreisen Heinsberg, Kleve und Viersen. Sie erstrecken sich hauptsächlich direkt an der Grenze zu den Niederlanden, zwischen der Bundesautobahn 40 im Norden und Wegberg im Süden.

## Beschreibung
Das Schutzgebiet „Schwalm-Nette-Platte mit Grenzwald und Meinweg“ wird als „einzigartiger Lebensraumkomplex aus Stillgewässern, lichten Kiefern- und Eichenmischwäldern, Heidemooren und Heiden, naturnahen Fließgewässern, Moor-, Bruch-, Sumpf- und Auenwäldern sowie Buchen- und Eichenmischwäldern“ beschrieben.
Diese große, naturraumtypische Lebensraumvielfalt und ihre oft sehr gute Ausprägung machen das Vogelschutzgebiet im niederrheinischen Tiefland überaus attraktiv für eine große Anzahl hier brütender, rastender und durchziehender Vogelarten. Es ist ein landesweit bedeutendes Vogelschutzgebiet mit herausragenden Brutvorkommen von zum Beispiel Blaukehlchen, Heidelerche, Krickente, Schwarzkehlchen und Zwergtaucher.

### Lebensraumklassen
|                                                                |                                                                |  |      |      |
| N06 – Binnengewässer, stehend und fließend                     | N06 – Binnengewässer, stehend und fließend                     |  | 6 %  | 6 %  |
| N07 – Moore, Sümpfe, Uferbewuchs                               | N07 – Moore, Sümpfe, Uferbewuchs                               |  | 4 %  | 4 %  |
| N08 – Trockenrasen, Steppen, Heide, Gestrüpp0                  | N08 – Trockenrasen, Steppen, Heide, Gestrüpp0                  |  | 7 %  | 7 %  |
| N10 – Feuchtes und mesophiles Grünland                         | N10 – Feuchtes und mesophiles Grünland                         |  | 6 %  | 6 %  |
| N14 – Melioriertes Grünland                                    | N14 – Melioriertes Grünland                                    |  | 15 % | 15 % |
| N15 – Anderes Ackerland                                        | N15 – Anderes Ackerland                                        |  | 10 % | 10 % |
| N16 – Laubwald                                                 | N16 – Laubwald                                                 |  | 18 % | 18 % |
| N20 – Kunstforste                                              | N20 – Kunstforste                                              |  | 32 % | 32 % |
| N22 – Binnenlandfelsen, Geröll- und Schutthalden, Sandflächen0 | N22 – Binnenlandfelsen, Geröll- und Schutthalden, Sandflächen0 |  | 2 %  | 2 %  |
|                                                                |                                                                |  |      |      |

### Lebensraumtypen
Folgende Lebensraumtypen sind im Vogelschutzgebiet beschrieben:
- 2330 – Dünen mit offenen Grasflächen mit Silbergras und Straußgräsern
- 3130 – Oligo- bis mesotrophe stehende Gewässer mit Vegetation der Littorelletea uniflorae und/oder der Isoëto-Nanojuncetea
- 3150 – Natürliche eutrophe Seen mit einer Vegetation des Großlaichkrauts oder Hydrocharition
- 3160 – Dystrophe Seen und Teiche
- 3260 – Flüsse der planaren bis montanen Stufe mit Vegetation des Ranunculion fluitantis
- 4010 – Feuchte Heiden des nordatlantischen Raumes mit Glocken-Heide
- 4030 – Trockene europäische Heiden
- 5130 – Formationen von Gemeinem Wacholder auf Kalkheiden und -rasen
- 6230 – Artenreiche montane Borstgrasrasen (und submontan auf dem europäischen Festland) auf Silikatböden*
- 6410 – Pfeifengraswiesen auf kalkreichem Boden, torfigen und tonig-schluffigen Böden
- 6430 – Feuchte Hochstaudenfluren der planaren und montanen bis alpinen Stufe
- 6510 – Magere Flachland-Mähwiesen
- 7140 – Übergangs- und Schwingrasenmoore
- 7150 – Torfmoor-Schlenken (Rhynchosporion)
- 7210 – Kalkreiche Niedermoore mit Binsenschneide und Arten von Caricion davallianae*
- 9110 – Hainsimsen-Buchenwald (Luzulo-Fagetum)
- 9160 – Subatlantischer oder mitteleuropäischer Stieleichenwald oder Sternmieren-Eichen-Hainbuchenwald (Carpinion betuli)
- 9190 – Alte bodensaure Eichenwälder auf Sandebenen mit Stieleiche
- 91D0 – Moorwälder*
- 91E0 – Auen-Wälder mit Schwarzerle und Gemeiner Esche

Anmerkung: * = vom Verschwinden bedroht, die Europäische Gemeinschaft hat eine besondere Verantwortung für ihre Erhaltung.

## Schutzzweck
Wesentlicher Schutzzweck ist die Erhaltung und Optimierung der Brut- und Rastgebiete, Maßnahmen, die mit Versiegelung oder Zerschneidung verbunden sind, sollten unterbleiben.
Die gebietsbezogenen Erhaltungsziele und Erhaltungsmaßnahmen sind aber je nach Art unterschiedlich beschrieben.

### Brutvögel

#### Baumfalke
Erhaltung und Entwicklung von strukturreichen Kulturlandschaften mit geeigneten Nahrungsflächen (Feuchtgrünland, Kleingewässer, Heiden, Moore, Saum- und Heckenstrukturen, Feldgehölze), die Verbesserung des Wasserhaushaltes zur Stabilisierung eines hohen Grundwasserstandes im Bereich der Nahrungsflächen (vor allem libellenreiche Lebensräume), die Verbesserung der agrarischen Lebensräume durch Extensivierung der Flächennutzung, die Erhaltung der Brutplätze mit einem störungsarmen Umfeld sowie die Vermeidung von Störungen an den Brutplätzen (Mai bis August)

#### Bekassine

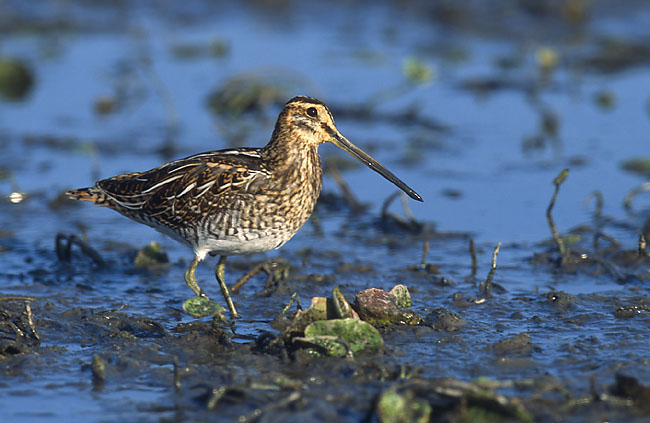
Bekassine

Erhaltung der Feuchtwiesenkomplexe, insbesondere mit Streuwiesen oder extensiv genutzten Nasswiesen, der naturnahen Moore, der Verlandungszonen stehender Gewässer mit lichtem Schilfröhricht oder Seggenrieden, der Lebensräume ohne Gefahrenquellen wie Freileitungen, Erhaltung von zeitweise überschwemmten Senken, nassen Ackerbereichen und ständig Wasser führenden Gräben, von Gras-, Röhricht- und Staudensäumen sowie Erhaltung störungsfreier oder zumindest störungsarmer Fortpflanzungsstätten während der Fortpflanzungszeit vom 15. Februar bis zum 15. August

#### Blaukehlchen
Erhaltung und Entwicklung von störungsarmen Altschilfbeständen mit vegetationsfreien Schlammflächen und Feuchtgebüschen an Still- und Fließgewässern, Feuchtgebieten, Mooren, die Entwicklung von Sukzessionsstadien in den Randbereichen, die gegebenenfalls behutsame Schilfmahd unter Erhalt eines hohen Anteils an Altschilf, die Verbesserung des Wasserhaushaltes zur Stabilisierung eines hohen Grundwasserstandes in Feuchtgebieten, die Verbesserung des Nahrungsangebotes im Umfeld der Brutplätze sowie die Vermeidung von Störungen an den Brutplätzen (April bis Juli)

#### Eisvogel

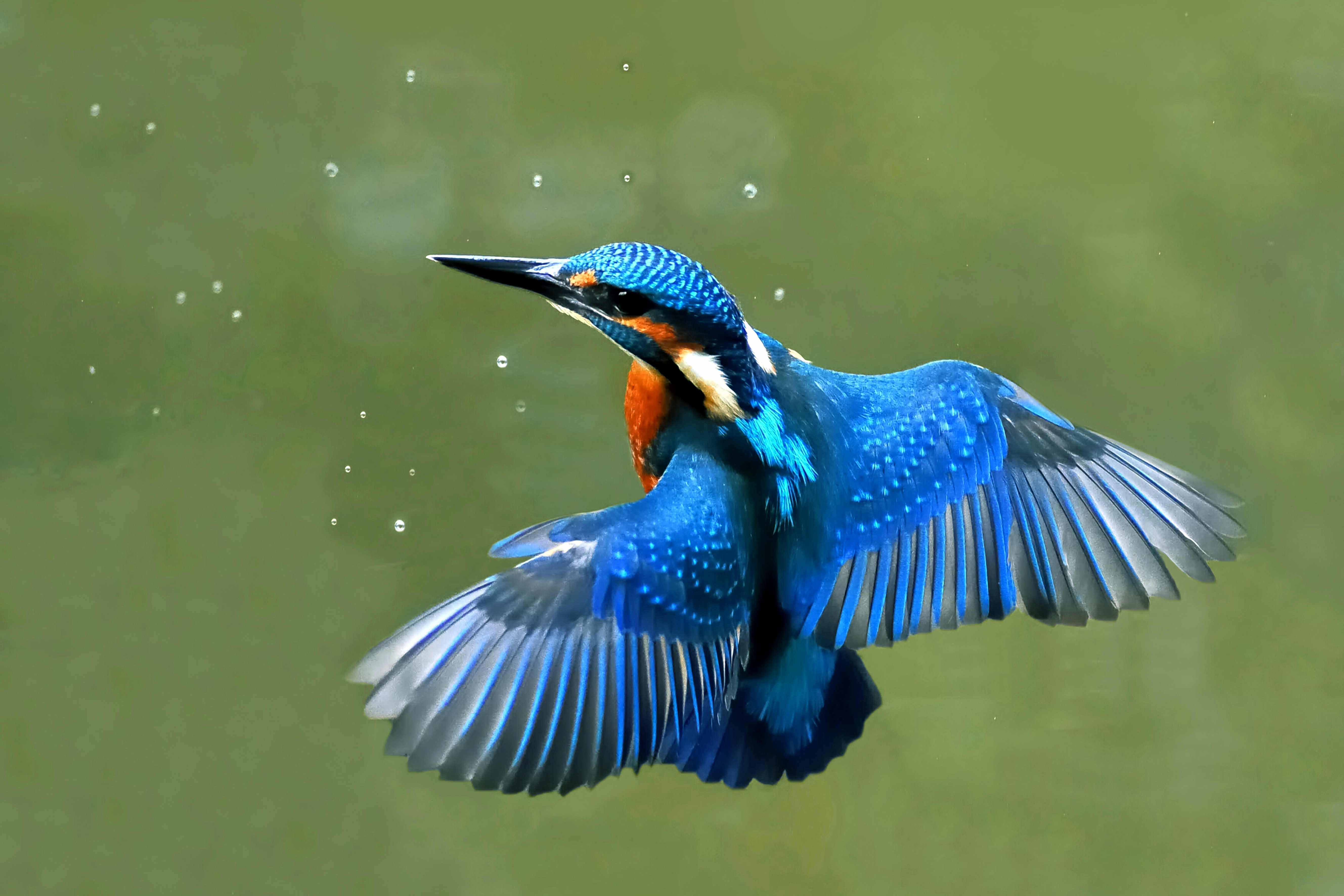
Eisvogel im Schwebflug

Erhaltung und Entwicklung von dynamischen Fließgewässersystemen mit Überschwemmungszonen, Prallhängen, Steilufern, die Vermeidung der Zerschneidung der besiedelten Lebensräume, die Erhaltung und Förderungeines dauerhaften Angebotes natürlicher Nistplätze, die schonende Gewässerunterhaltung unter Berücksichtigung der Ansprüche der Art, die Reduzierung von Nährstoff-, Schadstoff- und Sedimenteinträgen im Bereich der Nahrungsgewässer sowie die Vermeidung von Störungen an den Brutplätzen von März bis September

#### Gartenrotschwanz
Erhaltung und Entwicklung von kleinräumig strukturierten Dörfern, alten Obstwiesen und -weiden, Baumreihen, Feldgehölzen sowie von Parkanlagen und Gärten mit alten Obstbaumbeständen, die Erhaltung und Entwicklung von alten, lichten Laub- und Mischwaldbeständen mit hohen Alt- und Totholzanteilen, die Erhaltung, Förderung und Pflege von Kopfbäumen, Hochstammobstbäumen und anderen Höhlenbäumen sowie die Verbesserung des Nahrungsangebotes im Umfeld der Brutplätze

#### Heidelerche
Erhaltung und Entwicklung von trocken-sandigen, vegetationsarmen Flächen der halboffenen Landschaft sowie von unbefestigten sandigen Wald- und Feldwegen mit nährstoffarmen Säumen, die Verbesserung der agrarischen Lebensräume durch Extensivierung der Flächennutzung, die habitaterhaltenden Pflegemaßnahmen (extensive Beweidung mit Schafen oder Ziegen, gegebenenfalls Mosaikmahd von kleinen Teilflächen), die Entfernung von Büschen und Bäumen, Vermeidung von Störungen an den Brutplätzen von Ende März bis Juli

#### Kiebitz

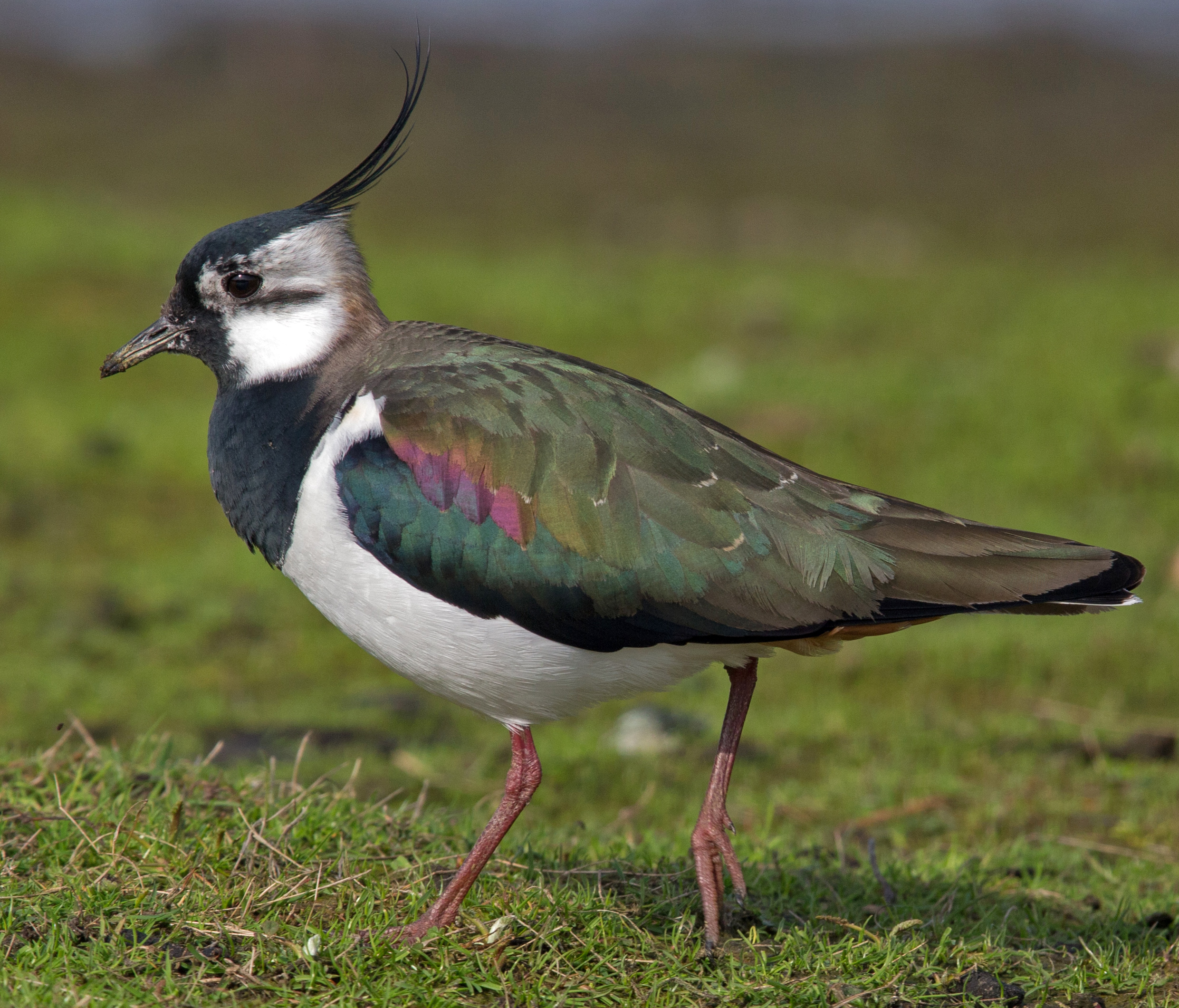
Kiebitz

Erhaltung und Entwicklung von feuchten Extensivgrünländern sowie von Feuchtgebieten mit Flachwasserzonen und Schlammflächen, die Vermeidung der Zerschneidung und Verinselung der besiedelten Lebensräume, die Verbesserung des Wasserhaushaltes zur Stabilisierung eines hohen Grundwasserstandes, die Anlage von Flachwassermulden, die Extensivierung der Acker- und Grünlandnutzung (Grünlandmahd erst ab dem 1. Juni, möglichst keine Beweidung oder geringer Viehbesatz bis zum 1. Juni, kein Walzen nach dem 15. März, Maiseinsaat erst nach Mitte Mai, doppelter Reihenabstand bei Getreideeinsaat, Anlage von Ackerrandstreifen, Anlage und Pflege von Acker-Stilllegungsflächen und Brachen, reduzierte Düngung, keine Pflanzenschutzmittel) sowie die Vermeidung von Störungen an den Brutplätzen (März bis Anfang Juni)

#### Krickente
Erhaltung und Entwicklung von störungsarmen Nieder- und Hochmooren, Auen und Altarmen, Stillgewässern, Seen und Kleingewässern mit natürlichen Verlandungszonen, vegetationsreichen Uferröhrichten und angrenzenden Feuchtwiesen, die Verbesserung des Wasserhaushaltes zur Stabilisierung eines hohen Grundwasserstandes in Feuchtgebieten und Grünländern, die schonende Gewässerunterhaltung, die Reduzierung von Nährstoff- und Schadstoffeinträgen im Bereich der Brut- und Nahrungsplätze durch Anlage von Pufferzonen sowie die Vermeidung von Störungen an den Brutplätzen (April bis Juli) sowie an Rast- und Nahrungsflächen

#### Mittelspecht
Erhaltung und Entwicklung von ausgedehnten, lebensraumtypischen Laub- und Mischwäldern sowie von Hartholzauen mit hohen Alt- und Totholzanteilen, die Erhöhung des Eichenwaldanteils, die Vermeidung der Zerschneidung und Verinselung geeigneter Waldgebiete, die Verbesserung des Nahrungsangebotes, die Erhaltung von Höhlenbäumen sowie Förderung eines dauerhaften Angebotes geeigneter Brutbäume sowie die Vermeidung von Störungen an den Brutplätzen von März bis Juni

#### Nachtigall

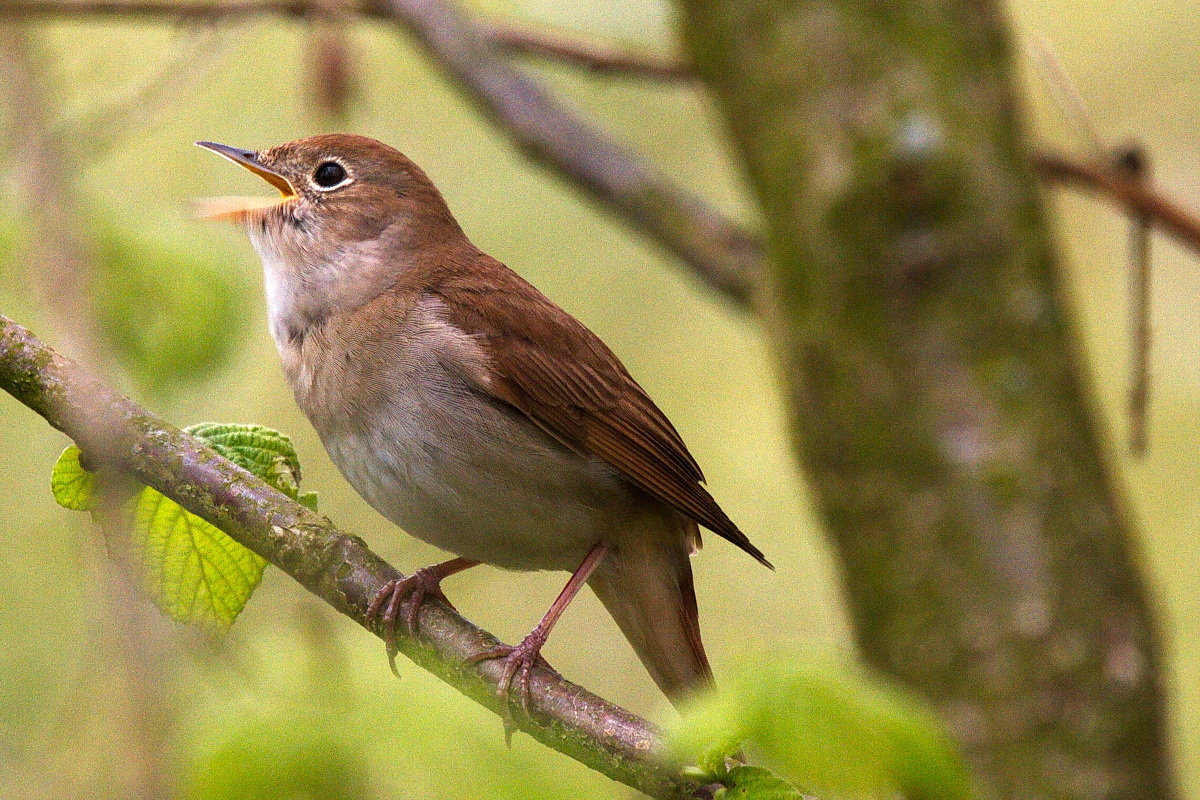
Nachtigall

Erhaltung und Entwicklung von unterholzreichen Laubmischwäldern und Gehölzen in Gewässernähe sowie von dichten Gebüschen an Dämmen, Böschungen, Gräben und in Parkanlagen, die Erhaltung und Entwicklung von nahrungs- und deckungsreichen Habitatstrukturen (vor allem dichte Krautvegetation, hohe Staudendickichte, dichtes Unterholz), die Verbesserung des Wasserhaushaltes zur Stabilisierung eines lebensraumtypischen Wasserstandes in Feucht- und Auwäldern sowie Feuchtgebieten sowie die Verbesserung des Nahrungsangebotes im Umfeld der Brutplätze

#### Neuntöter
Erhaltung und Entwicklung von extensiv genutzten halboffenen, gebüschreichen Kulturlandschaften mit insektenreichen Nahrungsflächen, die Verhinderung der Sukzession durch Entbuschung und Pflege, die Verbesserung der agrarischen Lebensräume durch Extensivierung der Grünlandnutzung (reduzierte Düngung, keine Pflanzenschutzmittel, extensive Beweidung mit Schafen, Rindern) sowie die Vermeidung von Störungen an den Brutplätzen von Mai bis Juli

#### Pirol

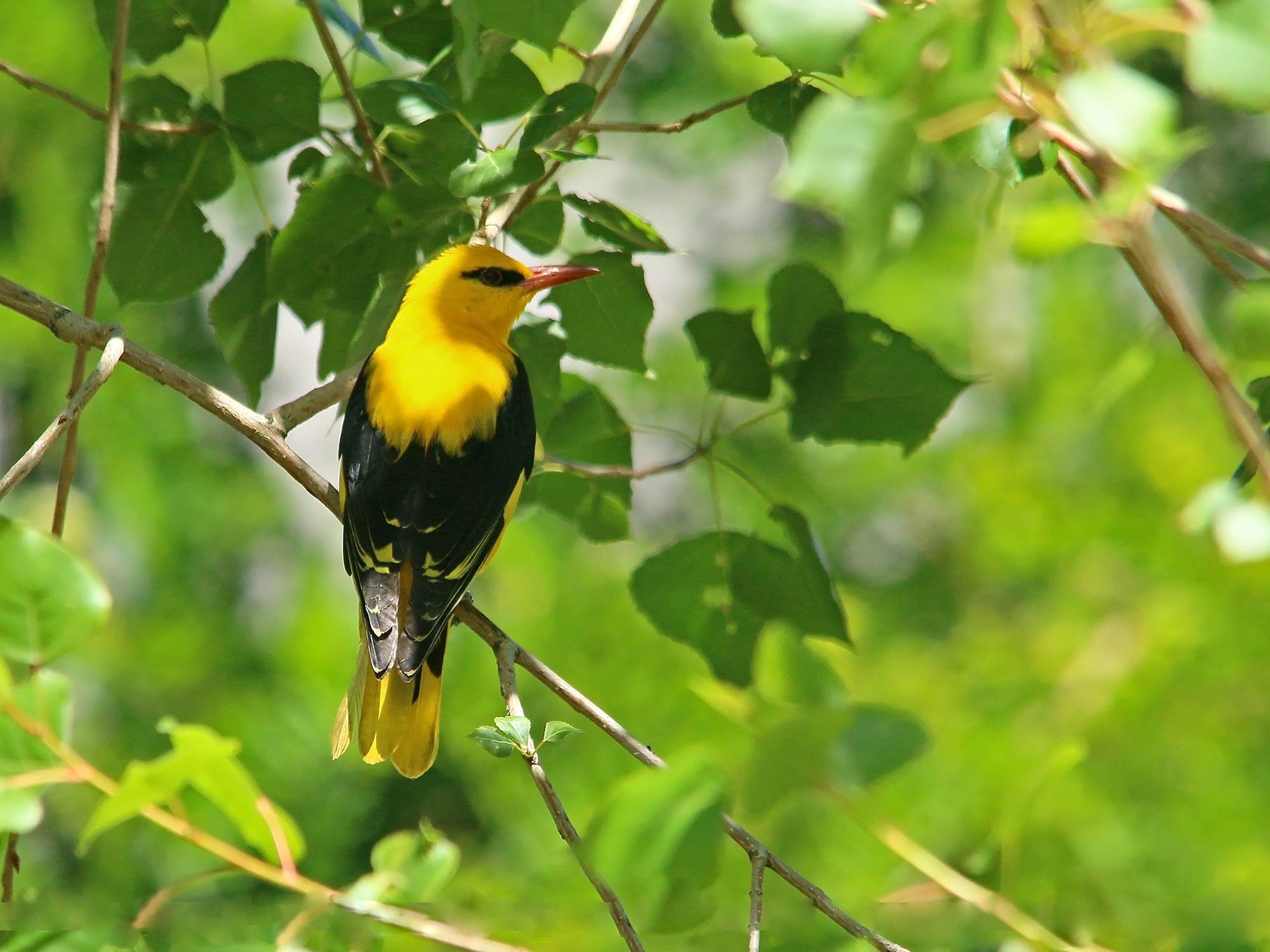
Pirol

Erhaltung und Entwicklung von lebensraumtypischen Weichholz- und Hartholzauenwäldern, Bruchwäldern sowie von lichten feuchten Laubmischwäldern mit hohen Altholzanteilen, die Erhaltung und Entwicklung von feuchten Feldgehölzen und Anlagen mit alten hohen Baumbeständen, die Verbesserung des Wasserhaushaltes zur Stabilisierung eines lebensraumtypischen Wasserstandes in Feucht- und Auwäldern sowie des Nahrungsangebotes im Umfeld der Brutplätze

#### Schnatterente
Erhaltung und Entwicklung von Auen, Altarmen und Seen mit flachen, dichten und vegetationsreichen Ufergürteln sowie Röhrichten, die Reduzierung von Nährstoff- und Schadstoffeinträgen im Bereich der Brut- und Nahrungsplätze durch Anlage von Pufferzonen bzw. Nutzungsextensivierung sowie die Vermeidung von Störungen an den Brutplätzen (April bis Juli) sowie an Rast- und Nahrungsflächen

#### Schwarzkehlchen

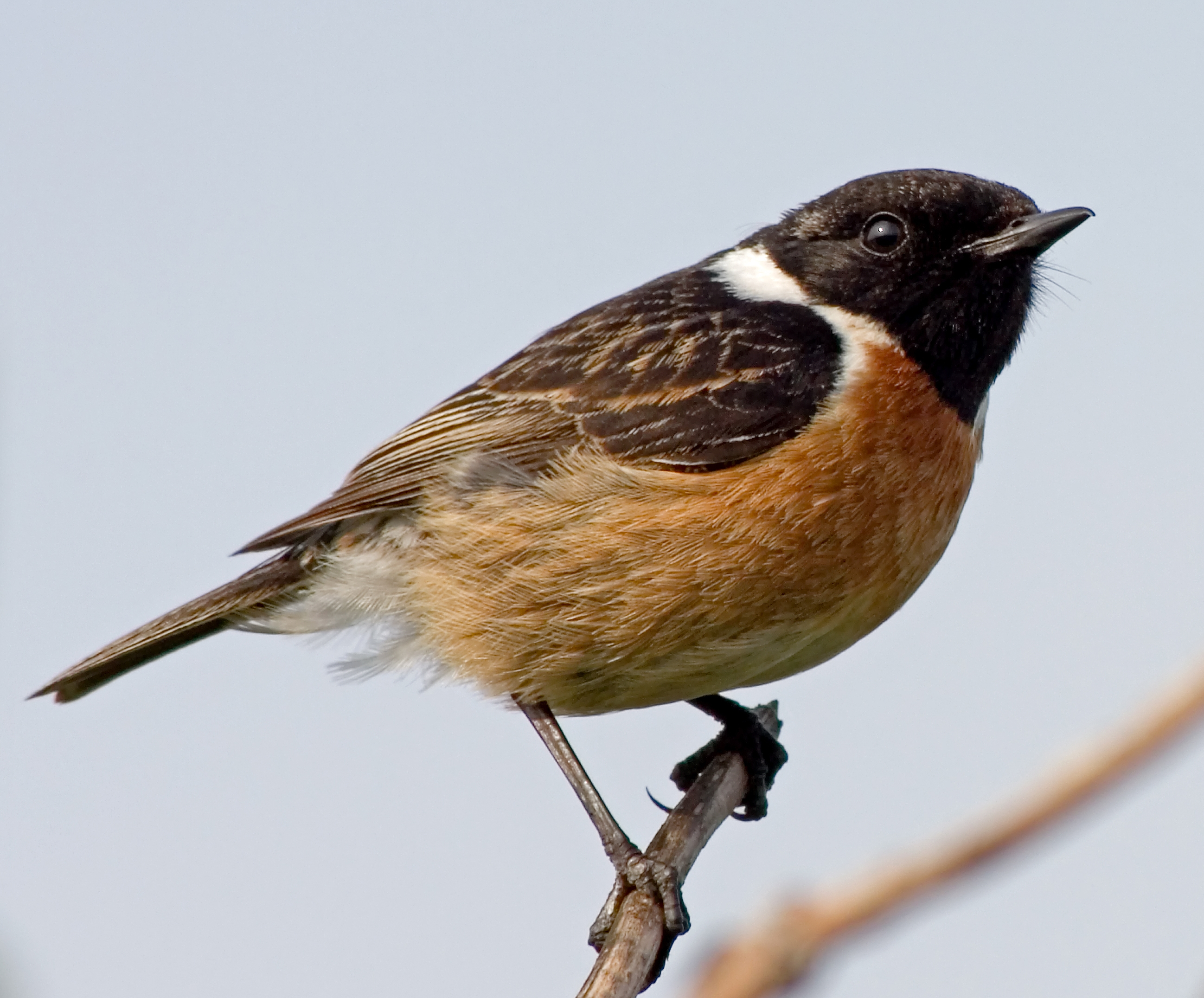
Schwarzkehlchen

Erhaltung und Entwicklung von extensiv genutzten Offenlandflächen mit insektenreichen Nahrungsflächen, die Extensivierung der Grünlandnutzung (Grünlandmahd erst ab dem 15. Juli, Mosaikmahd von kleinen Teilflächen, keine Düngung, keine Pflanzenschutzmittel), die habitaterhaltenden Pflegemaßnahmen (extensive Beweidung (Schafen, Ziegen) mögl. ab 1. August, Entkusselung, Erhalt einzelner Büsche und Bäume) sowie die Vermeidung von Störungen an den Brutplätzen (April bis Juli)

#### Schwarzmilan
Erhaltung und Entwicklung von alten, strukturreichen Laub- und Mischwäldern in Gewässernähe mit einem hohen Altholzanteil und lebensraumtypischen Baumarten, die Erhaltung und Entwicklung von naturnahen, fischreichen Nahrungsgewässern, die Verbesserung des Nahrungsangebotes (keine Pflanzenschutzmittel), die Erhaltung der Horstbäume mit einem störungsarmen Umfeld, die Vermeidung von Störungen an den Brutplätzen (April bis Juli) sowie die Entschärfung bzw. Absicherung von gefährlichen Strommasten und Freileitungen

#### Schwarzspecht
Erhaltung und Entwicklung von lebensraumtypischen Laub- und Mischwäldern (vor allem Buchenwälder) mit hohen Alt- und Totholzanteilen (bis zu zehn Bäumen je Hektar), die Vermeidung der Zerschneidung der besiedelten Waldgebiete, die Erhaltung und Entwicklung von sonnigen Lichtungen, Waldrändern, lichten Waldstrukturen und Kleinstrukturen (Stubben, Totholz) als Nahrungsflächen, die Verbesserung des Nahrungsangebotes, die
Erhaltung von Höhlenbäumen sowie Förderung eines dauerhaften Angebotes geeigneter Brutbäume (vor allem >120-jährige Buchen) sowie die Vermeidung von Störungen an den Brutplätzen von März bis Juni

#### Teichrohrsänger

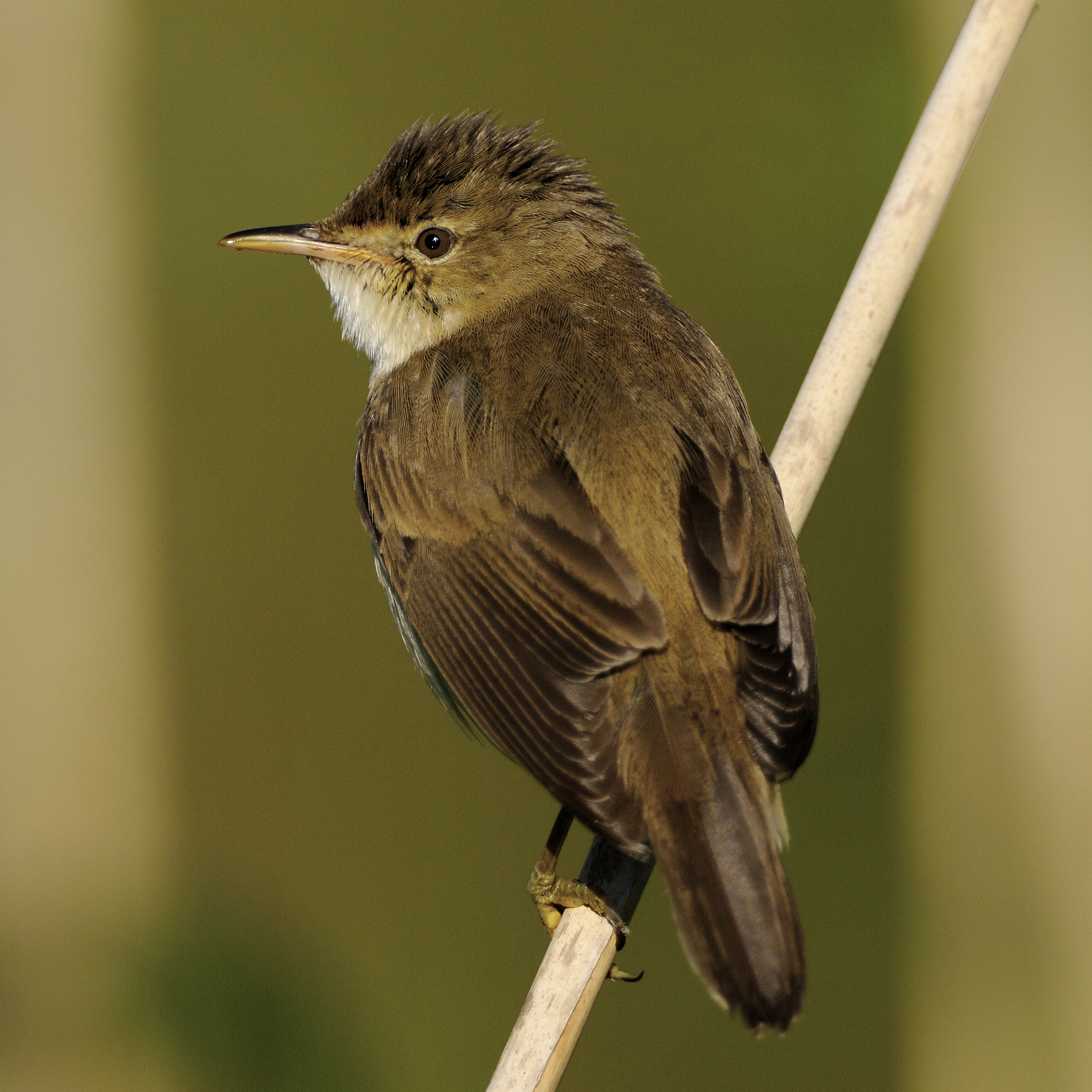
Teichrohrsänger

Erhaltung und Entwicklung von störungsarmen Altschilfbeständen und Schilf-Rohrkolben-Gesellschaften an Still- und Fließgewässern, Gräben, Feuchtgebieten, Sümpfen, die gegebenenfalls behutsame Schilfmahd unter Erhalt eines hohen Anteils an Altschilf, die Verbesserung des Wasserhaushaltes zur Stabilisierung eines hohen Grundwasserstandes in Feuchtgebieten, die Verbesserung des Nahrungsangebotes im Umfeld der Brutplätze sowie die Vermeidung von Störungen an den Brutplätzen von Mai bis August

#### Uferschwalbe
Erhaltung und Entwicklung von dynamischen Fließgewässersystemen mit Prallhängen, Steilufern, und Flussbettverlagerungen, die Erhaltung und Entwicklung eines dauerhaften Angebotes geeigneter Nistplätze, die Erhaltung von Feuchtgebieten mit Schilfbeständen als Rast- und Sammelplatz, die schonende Gewässerunterhaltung sowie Umsetzung von Rekultivierungskonzepten in Abbaugebieten nach den Ansprüchen der Art sowie die Vermeidung von Störungen an den Brutplätzen von Mitte Mai bis Anfang September

#### Wasserralle
Erhaltung und Entwicklung von naturnahen, störungsarmen Stillgewässern und langsam strömenden Fließgewässern mit einer natürlichen Vegetationszonierung im Uferbereich sowie von Gräben und Feuchtgebieten mit Röhricht- und Schilfbeständen, die Verbesserung des Wasserhaushaltes zur Stabilisierung eines hohen Grundwasserstandes, die behutsame Schilfmahd unter Erhalt eines hohen Anteils an Altschilf, die Verbesserung des Nahrungsangebotes im Umfeld der Brutplätze sowie die Vermeidung von Störungen an den Brutplätzen und Nahrungsflächen (April bis Juli)

#### Wespenbussard
Erhaltung und Entwicklung von Laub- und Laubmischwäldern mit lichten Altholzbeständen in strukturreichen, halboffenen Kulturlandschaften, die Erhaltung und Entwicklung von Lichtungen und Grünlandbereichen, strukturreichen Waldrändern und Säumen als Nahrungsflächen mit einem reichhaltigen Angebot an Wespen, die Verbesserung der Nahrungsangebotes, die Erhaltung der Horstbäume mit einem störungsarmen Umfeld sowie die Vermeidung von Störungen an den Brutplätzen von Mai bis August

#### Wiesenpieper

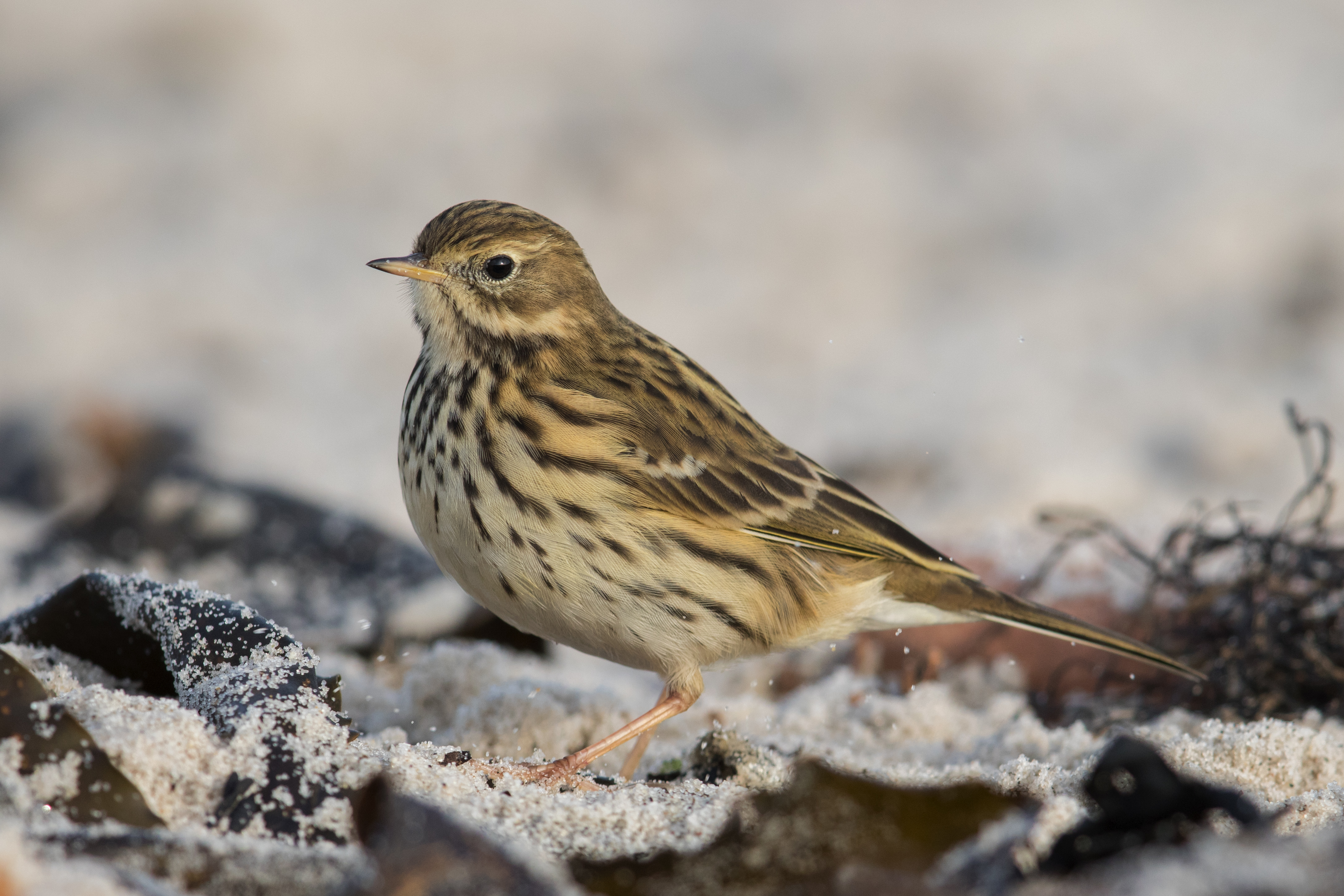
Wiesenpieper

Erhaltung und Entwicklung von extensiv genutzten, feuchten Offenlandflächen mit insektenreichen Nahrungsflächen (zum Beispiel Nass-, Feucht-, Magergrünländer, Brachen, Heideflächen und Moore), die Verbesserung des Wasserhaushaltes zur Stabilisierung eines hohen Grundwasserstandes in Grünländern sowie die Extensivierung der Grünlandnutzung

#### Ziegenmelker
Erhaltung und Entwicklung von trockenen Heiden mit lückiger, niedriger Bodenvegetation, Wacholderheiden, Sandtrockenrasen sowie Moorrandbereichen, die Verbesserung des Nahrungsangebotes im Umfeld der Brutplätze (reduzierte Düngung, keine Pflanzenschutzmittel), habitaterhaltende Pflegemaßnahmen (Beweidung mit Schafen und/oder Ziegen, Mosaikmahd von kleinen Teilflächen, vor allem in vergrasten Heidegebieten, Entfernung von Büschen und Bäumen, jedoch Erhalt von Überhältern) sowie die Vermeidung von Störungen an den Brutplätzen von Mai bis August

#### Zwergtaucher

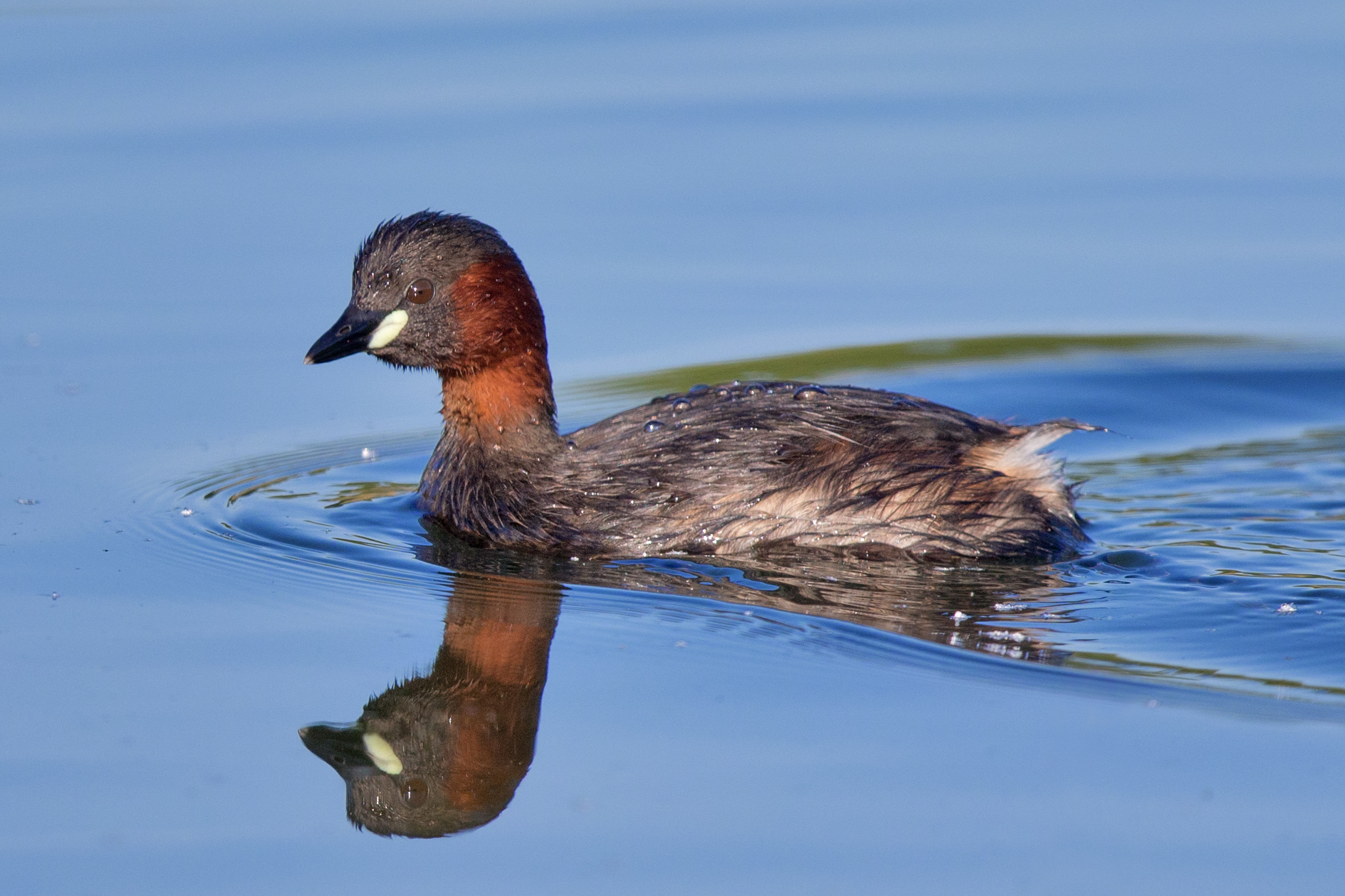
Zwergtaucher

Erhaltung und Entwicklung von naturnahen, störungsarmen Stillgewässern mit dichter Schwimmblatt- und Ufervegetation, Verlandungszonen, die Verbesserung des Wasserhaushaltes zur Stabilisierung eines hohen Grundwasserstandes in Feuchtgebieten, die Reduzierung von Nährstoff- und Schadstoffeinträgen im Bereich der Brutplätze durch Anlage von Pufferzonen bzw. Nutzungsextensivierung sowie die Vermeidung von Störungen an den Brutplätzen (April bis Anfang September) und an Rast- und Nahrungsflächen

### Zugvögel und Wintergäste

#### Blässgans
Erhaltung großräumiger, offener Landschaften mit freien Sichtverhältnissen und Flugkorridoren (Freihaltung der Lebensräume von Stromfreileitungen, Windenergieanlagen), die Erhaltung und Entwicklung von geeigneten Nahrungsflächen (vor allem feuchtes Dauergrünland, Überschwemmungsflächen, Belassen von Stoppelbrachen), die Erhaltung und Entwicklung von dynamischen Auenbereichen und großflächigen Feuchtgebieten mit einer naturnahen Überflutungsdynamik sowie die Vermeidung von Störungen an Rast-, Nahrungs- und Schlafplätzen

#### Bruchwasserläufer

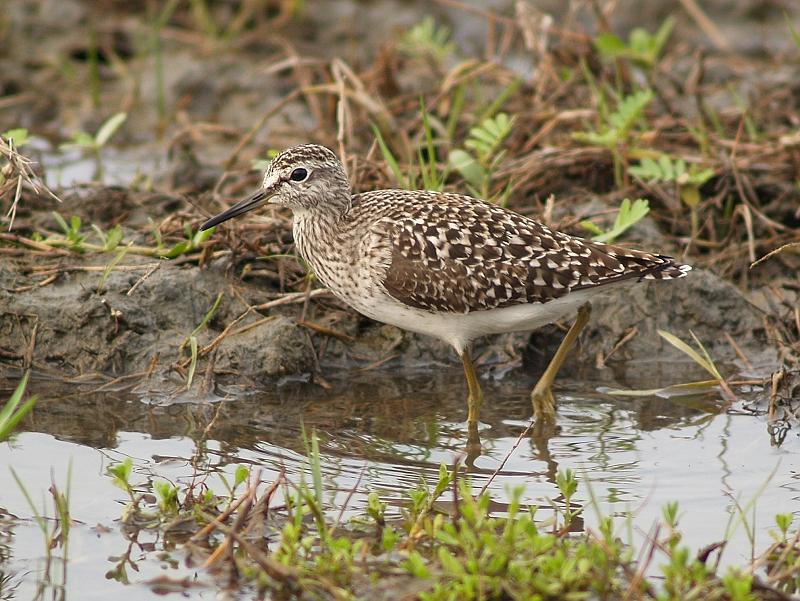
Bruchwasserläufer

Erhaltung und Entwicklung von geeigneten Nahrungsflächen, die Erhaltung und Entwicklung von dynamischen Auenbereichen und großflächigen Feuchtgebieten mit einer naturnahen Überflutungsdynamik, die Verbesserung des Wasserhaushaltes zur Stabilisierung eines hohen Grundwasserstandes in Feuchtgebieten, die Anlage von Kleingewässern und Flachwassermulden sowie die Vermeidung von Störungen an Rast- und Nahrungsflächen

#### Dunkler Wasserläufer
Erhaltung und Entwicklung von geeigneten Nahrungsflächen (vor allem Flachwasserzonen, Schlammufer, Feucht- und Nassgrünland, Überschwemmungsflächen), die Erhaltung und Entwicklung von dynamischen Auenbereichen und großflächigen Feuchtgebieten mit einer naturnahen Überflutungsdynamik (Rückbau von Uferbefestigungen, Schaffung von Retentionsflächen), die Verbesserung des Wasserhaushaltes zur Stabilisierung eines hohen Grundwasserstandes in Feuchtgebieten, die Anlage von Kleingewässern und Flachwassermulden sowie die Vermeidung von Störungen an Rast- und Nahrungsflächen

#### Fischadler
Aktuell sind keine speziellen Maßnahmen erforderlich (Stand 2020)

#### Gänsesäger
Erhaltung und Entwicklung von geeigneten Nahrungsgewässern sowie die Vermeidung von Störungen an Rast-, Nahrungs- und Schlafplätzen

#### Grünschenkel

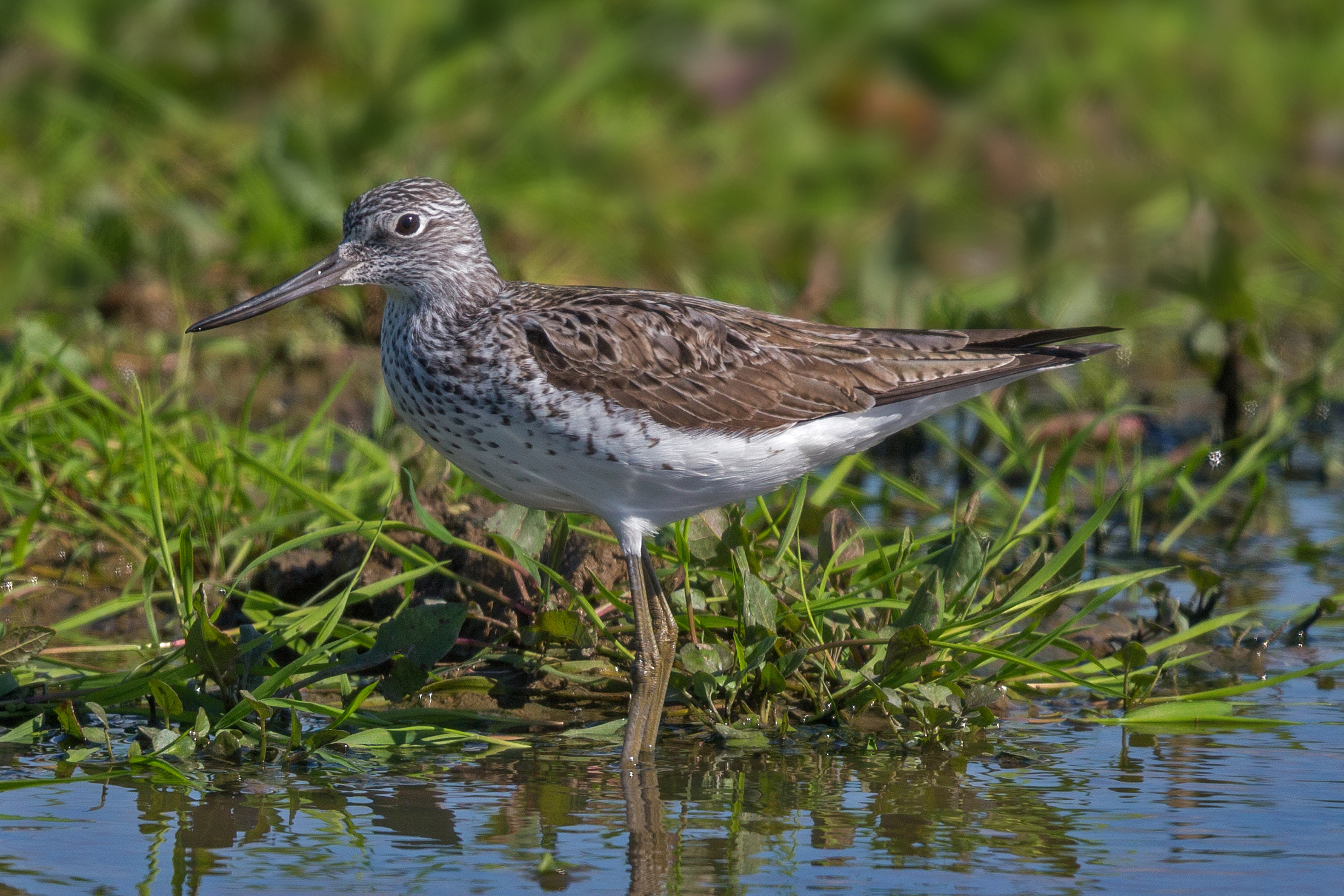
Grünschenkel

Erhaltung und Entwicklung von geeigneten Nahrungsflächen, die Erhaltung und Entwicklung von dynamischen Auenbereichen und großflächigen Feuchtgebieten mit einer naturnahen Überflutungsdynamik (vor allem Rückbau von Uferbefestigungen und Schaffung von Retentionsflächen), die Verbesserung des Wasserhaushaltes zur Stabilisierung eines hohen Grundwasserstandes in Feuchtgebieten, die Anlage von Kleingewässern und Flachwassermulden sowie die Vermeidung von Störungen an Rast- und Nahrungsflächen

#### Knäkente

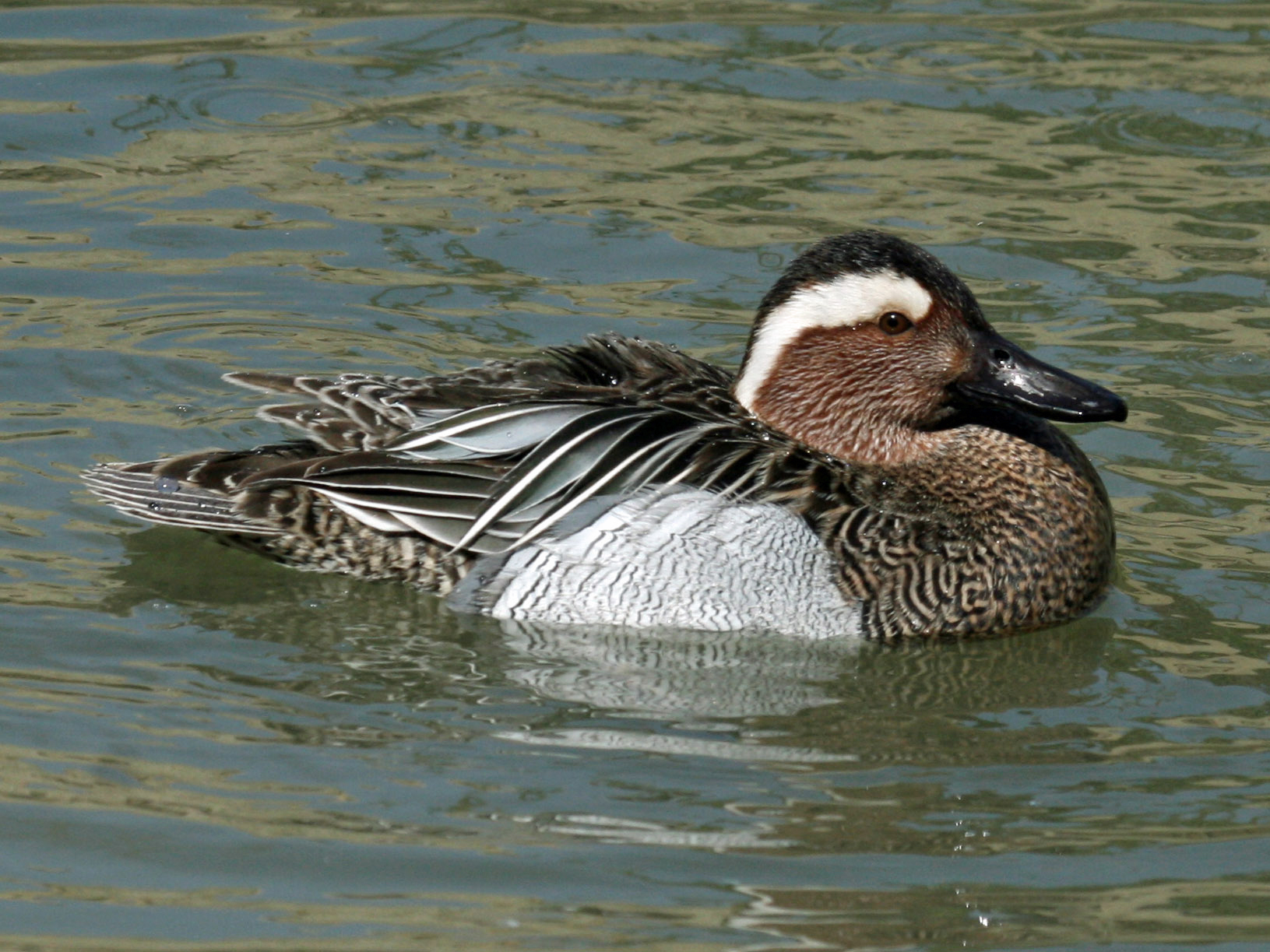
Knäkente

Erhaltung und Entwicklung von störungsarmen Nieder- und Hochmooren, Auen und Altarmen, Stillgewässern, Seen und Kleingewässern mit natürlichen Verlandungszonen, vegetationsreichen Uferröhrichten und angrenzenden Feuchtwiesen, die Verbesserung des Wasserhaushaltes zur Stabilisierung eines hohen Grundwasserstandes in Feuchtgebieten und Grünländern, die schonende Gewässerunterhaltung, die Reduzierung von Nährstoff- und Schadstoffeinträgen im Bereich der Brut- und Nahrungsplätze durch Anlage von Pufferzonen sowie die Vermeidung von Störungen an den Brutplätzen (April bis August) sowie an Rast- und Nahrungsflächen

#### Kornweihe
Erhaltung großräumiger, offener Landschaften mit Acker- und Grünlandflächen, Säumen, Wegrändern, Brachen, die Erhaltung und Entwicklung natürlicher Bruthabitate (vor allem lückige Röhrichte, Feuchtbrachen in Heide- und Moorgebieten), die Vermeidung der Zerschneidung der besiedelten Lebensräume (Straßenbau, Stromleitungen, Windenergieanlagen), die Extensivierung der Ackernutzung (Anlage von Ackerrandstreifen, Anlage und Pflege (Mahd, Grubbern ab 1. August) von Acker-Stilllegungsflächen und Brachen, Belassen von Stoppelbrachen, reduzierte Düngung, keine Pflanzenschutzmittel), die Sicherung der Getreidebruten (Gelegeschutz; Nest bei Ernte auf 50 × 50 Meter aussparen) sowie die Vermeidung von Störungen an den Brutplätzen von Mai bis August

#### Löffelente

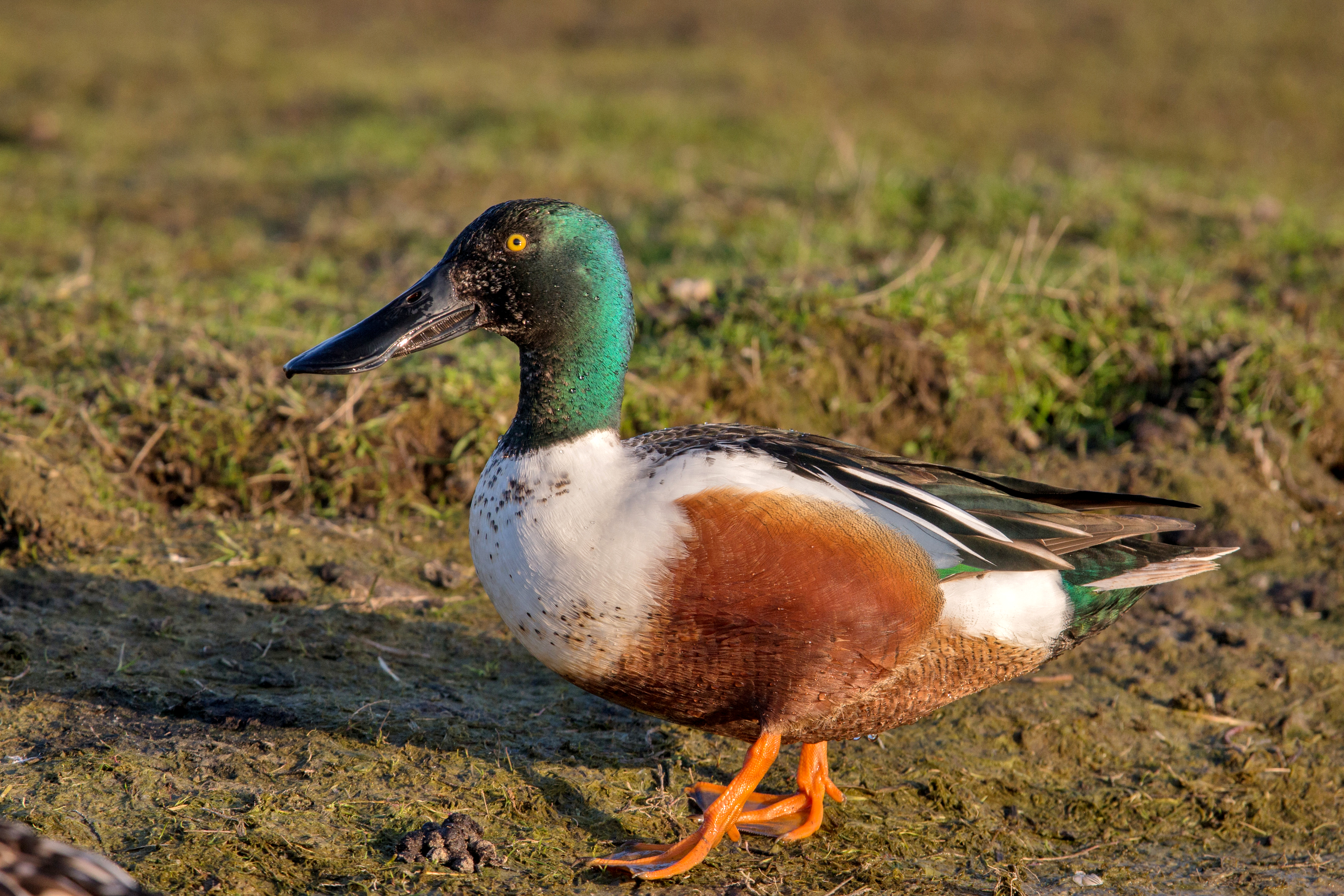
Löffelente

Erhaltung und Entwicklung von störungsarmen Nieder- und Hochmooren, Auen und Altarmen, Stillgewässern, Seen und Kleingewässern mit natürlichen Verlandungszonen, vegetationsreichen Uferröhrichten und angrenzenden Feuchtwiesen, Verbesserung des Wasserhaushaltes zur Stabilisierung eines hohen Grundwasserstandes in Feuchtgebieten und Grünländern, die schonende Gewässerunterhaltung, die Reduzierung von Nährstoff- und Schadstoffeinträgen im Bereich der Brut- und Nahrungsplätze durch Anlage von Pufferzonen sowie die Vermeidung von Störungen an den Brutplätzen (April bis August) sowie an Rast- und Nahrungsflächen

#### Raubwürger
Erhaltung und Entwicklung von extensiv genutzten halboffenen Kulturlandschaften mit geeigneten Nahrungsflächen, die Verhinderung der Sukzession durch Entbuschung und Pflege, die Verbesserung der agrarischen Lebensräume durch Extensivierung der Flächennutzung (zum Beispiel reduzierte Düngung, keine Pflanzenschutzmittel, extensive Beweidung mit Schafen, Rindern) sowie die Vermeidung von Störungen an den Brutplätzen von April bis Juli

#### Rohrdommel
Erhaltung und Entwicklung von naturnahen, störungsarmen Stillgewässern und langsam strömenden Fließgewässern mit einer natürlichen Vegetationszonierung im Uferbereich sowie von Gräben und Feuchtgebieten mit ausgedehnten Röhricht- und Schilfbeständen, die Verbesserung des Wasserhaushaltes zur Stabilisierung eines hohen Grundwasserstandes in Feuchtgebieten, die gegebenenfalls behutsame Schilfmahd unter Erhalt eines hohen Anteils an Altschilf, die Verbesserung des Nahrungsangebotes im Umfeld der Brut-, Rast- und Nahrungsplätze sowie die Vermeidung von Störungen an potenziellen Brutplätzen sowie an Rast- und Nahrungsplätzen

#### Waldsaatgans

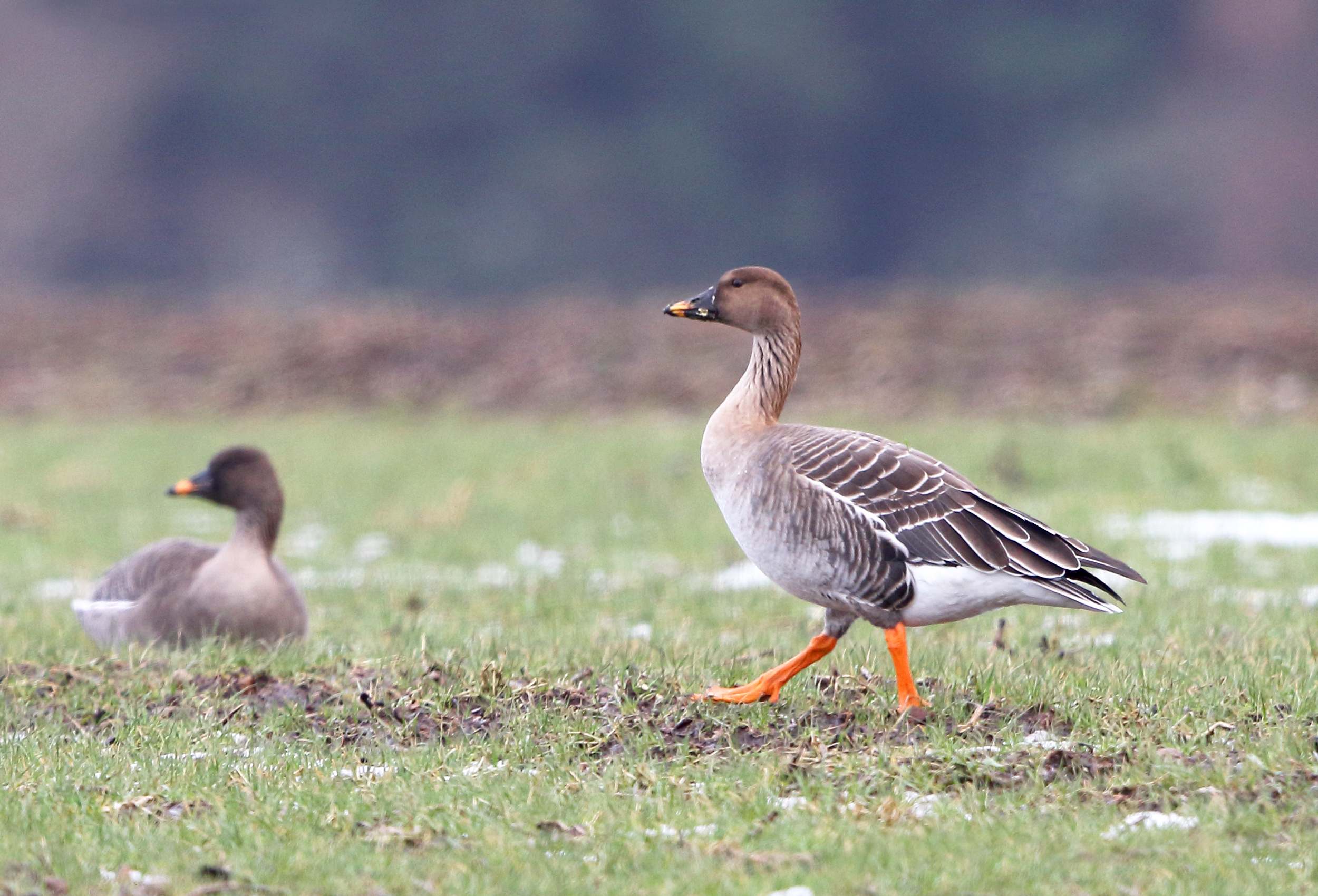
Waldsaatgans

Erhaltung großräumiger, offener Landschaften mit freien Sichtverhältnissen und Flugkorridoren (Freihaltung der Lebensräume von Stromfreileitungen, Windenergieanlagen), die Erhaltung und Entwicklung von geeigneten Nahrungsflächen (vor allem Belassen von Stoppelbrachen, feuchtes Dauergrünland, Überschwemmungsflächen), die Erhaltung und Entwicklung von dynamischen Auenbereichen und großflächigen Feuchtgebieten mit einer naturnahen Überflutungsdynamik sowie die Vermeidung von Störungen an Rast-, Nahrungs- und Schlafplätzen

#### Silberreiher

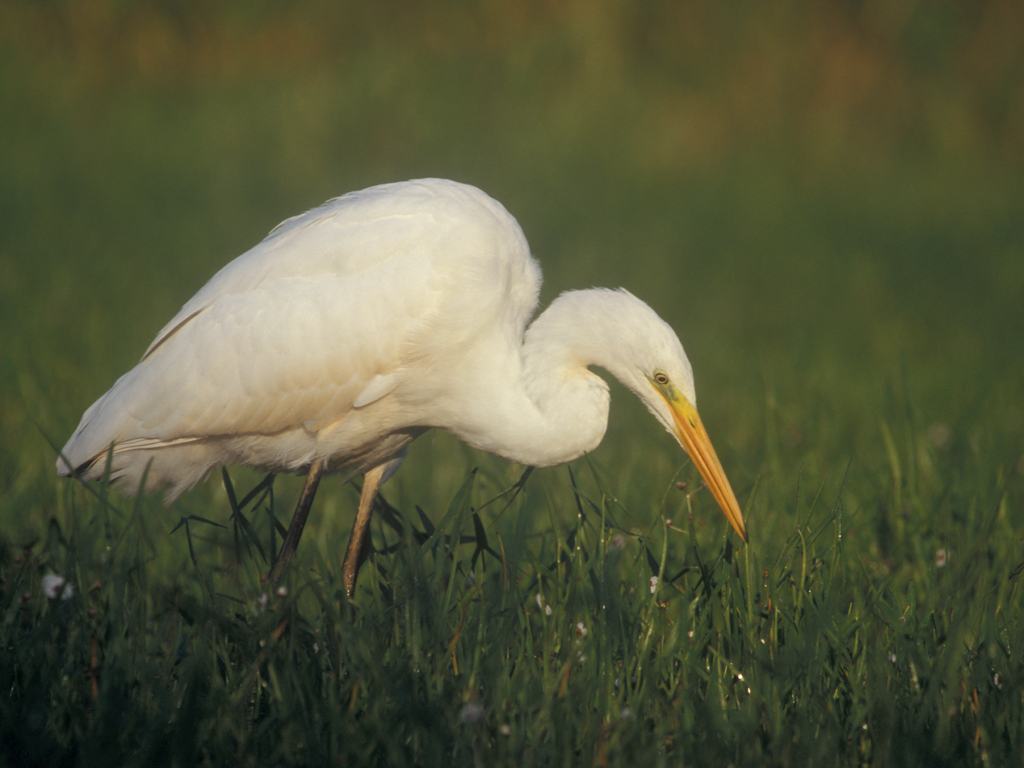
Silberreiher

Zurzeit sind keine speziellen Maßnahmen erforderlich (Stand 2020).

#### Spießente
Erhaltung und Entwicklung von vegetationsreichen Nahrungsgewässern mit seichten Flachwasserbereichen, die Reduzierung von Nährstoffeinträgen im Bereich der Brut- und Nahrungsplätze sowie die Vermeidung von Störungen an Brut-, Rast- und Nahrungsplätzen

#### Tafelente
Erhaltung und Entwicklung von naturnahen, störungsarmen Stillgewässern (Altarme, Seen, Rieselfelder) mit offener Wasserfläche und vegetationsreichen Uferröhrichten und einem guten Nahrungsangebot, die Verbesserung des Wasserhaushaltes zur Stabilisierung eines hohen Grundwasserstandes in Feuchtgebieten und Grünländern, die schonende Gewässerunterhaltung unter Berücksichtigung der Ansprüche der Art, die Reduzierung von Nährstoff- und Schadstoffeinträgen im Bereich der Brut- und Nahrungsplätze durch Anlage von Pufferzonen sowie die Vermeidung von Störungen an den Brutplätzen (April bis August) sowie an Rast- und Nahrungsflächen

#### Trauerseeschwalbe
Erhaltung und Entwicklung von vegetationsreichen Gewässern mit ausgeprägter Schwimmblatt- und Ufervegetation und einer natürlichen Vegetationszonierung in den Uferbereichen, die Verbesserung des Wasserhaushaltes zur Stabilisierung eines hohen Grundwasserstandes in Feuchtgebieten, die Stützungsmaßnahmen durch Anlage von Brutflößen auf geeigneten Gewässern, die Bewahrung der Unzugänglichkeit aktueller und potenziell besiedelbarer Brutplätze sowie die Vermeidung von Störungen an den Brut- (Mai bis Juli), Rast- und Nahrungsplätzen

#### Waldwasserläufer

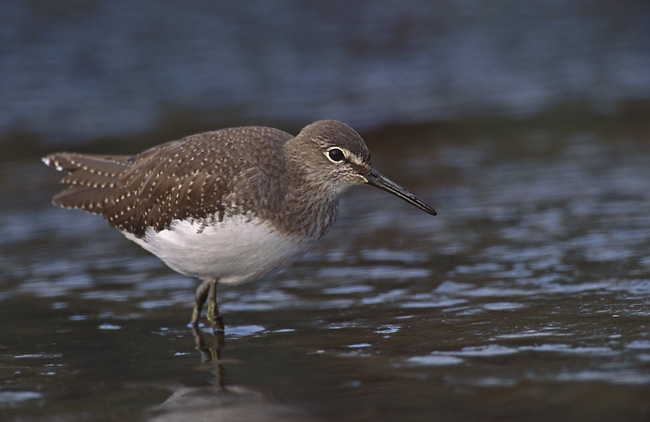
Waldwasserläufer

Erhaltung und Entwicklung von geeigneten Nahrungsflächen, die Erhaltung und Entwicklung von dynamischen Auenbereichen und großflächigen Feuchtgebieten mit einer naturnahen Überflutungsdynamik, die Verbesserung des Wasserhaushaltes zur Stabilisierung eines hohen Grundwasserstandes in Feuchtgebieten, die Anlage von Kleingewässern und Flachwassermulden sowie die Vermeidung von Störungen an Rast- und Nahrungsflächen

#### Zwergsäger
Erhaltung und Entwicklung von geeigneten Nahrungsgewässern sowie die Vermeidung von Störungen an Rast- und Nahrungsflächen

#### Zwergschnepfe
Erhaltung und Entwicklung von geeigneten Nahrungsflächen, die Erhaltung und Entwicklung von dynamischen Auenbereichen und großflächigen Feuchtgebieten mit einer naturnahen Überflutungsdynamik, die Verbesserung des Wasserhaushaltes zur Stabilisierung eines hohen Grundwasserstandes in Feuchtgebieten, die Anlage von Kleingewässern und Flachwassermulden sowie die Vermeidung von Störungen an Rast- und Nahrungsflächen

## Zusammenhang mit anderen Schutzgebieten
Mit dem Vogelschutzgebiet „Schwalm-Nette-Platte mit Grenzwald und Meinweg“ sind folgende, zusammenhängende Schutzgebiete (Liste nicht vollständig) ausgewiesen:
- Naturschutzgebiet „Schwalmbruch, Mühlenbach- und Knippertzbachtal“ (HS-006)
- Naturschutzgebiet „Elmpter Schwalmbruch“ (VIE-003)
- Naturschutzgebiet „Lüsekamp und Boschbeek“ (VIE-005)
- Naturschutzgebiet „Tantelbruch“ (VIE-011)
- Naturschutzgebiet „Diergardt’scher Wald“ (VIE-023)
- Naturschutzgebiet „Brachter Wald“ (VIE-036)
- Naturschutzgebiet „Heidemoore“ (VIE-038)
- Naturschutzgebiet „Krickenbecker Seen und Kleiner De Wittsee“ (VIE-045)
- Landschaftsschutzgebiet „Venloer Heide“ (LSG-4603-0002)